# On the Turning Away
On the Turning Away est une chanson du groupe de rock progressif britannique Pink Floyd. Elle apparaît sur l'album A Momentary Lapse of Reason en 1987 ainsi que sur l'album en concert Delicate Sound of Thunder sorti un an plus tard. Elle fut souvent jouée en concert lors des tournées des deux derniers disques du groupe. Elle s'est classée première dans le hit-parade américain et 55e au Royaume-Uni.
Les paroles sont de David Gilmour en collaboration avec Anthony Moore. 

## Thématique
La chanson évoque les souffrances subies par certaines personnes dans le monde (pauvreté, oppression, etc) et de l'indifférence des gens (To turn away : tourner le dos). Les paroles finissent sur une touche d'espoir en disant qu'il faut arrêter de tourner le dos à tout cela et qu'il faut agir et vivre en s'aidant mutuellement ("Simplement un monde à tous nous partager"). Elle correspond à la chanson Sunset Strip sur l'album Radio K.A.O.S. de Roger Waters sorti en 1987

## Interprètes et musiciens

### Pink Floyd
- David Gilmour (chant, guitare électrique)
- Richard Wright (chant, orgue Hammond)
- Nick Mason (batterie)

### Autres musiciens et chœurs
- Jon Carin (synthétiseur)
- Tony Levin (guitare basse)
- Jim Keltner
- Darlene Koldenhaven, Carmen Twillie, Phyllis St. James, Donnie Gerard - chœurs